# 고후
고후(高詡, ? ~ 37년)는 전한 말기 ~ 후한 초기의 유학자이자 관료로, 자는 계회(季囘)이며 평원군 반현(般縣) 사람이다. 전한의 상곡태수 고가(高嘉)의 손자이자 광록대부 고용(高容)의 아들이다.

## 생애
임자로 낭중(郞中)에 임명되어 출사하였다. 집안 대대로 《노시》(魯詩)를 전수하였고, 지조 있는 행동으로 명성이 있었다.
왕망이 제위를 찬탈하니 아버지와 함께 장님 행세를 하여 벼슬자리를 떠났고, 후한 건국 후 대사공 송홍의 천거로 낭(郞)이 되고 부리장(符離長)에 제수되었다. 이후 관직을 떠났다가 다시 부름을 받아 박사(博士)가 되었다.
건무 11년(35년), 대사농에 임명되었다. 품행이 방정하여 조정에서 칭송받았다. 2년 후 죽었고, 조정에서 장례 비용과 묫자리를 내려주었다.

## 출전
- 범엽, 《후한서》 권79하 유림열전 下

| 전임 이통 | 후한의 대사농 35년 ~ 37년 | 후임 풍근 |